# Kabinet-Erdoğan III
Het Turkse kabinet-Erdoğan III werd op 7 juli 2011 beëdigd nadat het op 6 juli aan de media was voorgesteld. Het kabinet onder leiding van premier Recep Tayyip Erdoğan bestaat alleen uit vicepremiers en ministers van de Partij voor Rechtvaardigheid en Ontwikkeling (AK-partij). De AK-partij van premier Erdoğan behaalde in de verkiezingen van 2011 meer stemmen dan bij de verkiezingen van 2007 en kreeg de mogelijkheid een derde kabinet te formeren.
Nadat premier Erdogan president van Turkije werd, formeerde Ahmet Davutoğlu een nieuw kabinet, waarvan hijzelf premier werd.
| Premier                                               | Başbakan                             | Recep Tayyip Erdoğan |  |
| Vicepremier                                           | Başbakan Yardımcısı                  | Bülent Arınç         |  |
| Vicepremier                                           | Başbakan Yardımcısı                  | Ali Babacan          |  |
| Vicepremier                                           | Başbakan Yardımcısı                  | Bekir Bozdağ         |  |
| Vicepremier                                           | Başbakan Yardımcısı                  | Beşir Atalay         |  |
| Ministers                                             |                                      |                      |  |
| Minister van Buitenlandse Zaken                       | Dışişleri Bakanı                     | Ahmet Davutoğlu      |  |
| Minister van Binnenlandse Zaken                       | İçişleri Bakanı                      | İdris Naim Şahin     |  |
| Minister van Financiën                                | Maliye Bakanı                        | Mehmet Şimşek        |  |
| Minister van Justitie                                 | Adalet Bakanı                        | Sadullah Ergin       |  |
| Minister van Energie en Natuurlijke Hulpbronnen       | Enerji ve Tabii Kaynaklar Bakanı     | Taner Yıldız         |  |
| Minister van Voedselvoorziening, Landbouw en Veeteelt | Gıda, Tarım ve Hayvancılık Bakanlığı | Mehmet Mehdi Eker    |  |
| Minister van Cultuur en Toerisme                      | Kültür ve Turizm Bakanı              | Ertuğrul Günay       |  |
| Minister van Volksgezondheid                          | Sağlık Bakanı                        | Recep Akdağ          |  |
| Minister van Onderwijs                                | Millî Eğitim Bakanı                  | Ömer Dinçer          |  |
| Minister van Defensie                                 | Millî Savunma Bakanı                 | İsmet Yılmaz         |  |
| Minister van Wetenschap, Industrie en Technologie     | Bilim, Sanayi ve Teknoloji Bakanlığı | Nihat Ergün          |  |
| Minister van Arbeid en Sociale Zekerheid              | Çalışma ve Sosyal Güvenlik Bakanı    | Faruk Çelik          |  |
| Minister van Transport en Communicatie                | Ulaştırma Bakanı                     | Binali Yıldırım      |  |
| Minister van Familie en Sociaal Beleid                | Aile ve Sosyal Politikalar Bakanlığı | Fatma Şahin          |  |
| Minister van Europese Zaken                           | Avrupa Birliği Bakanlığı             | Egemen Bağış         |  |
| Minister van Economische Zaken                        | Ekonomi Bakanlığı                    | Zafer Çağlayan       |  |
| Minister van Jeugd en Sport                           | Gençlik ve Spor Bakanlığı            | Suat Kılıç           |  |
| Minister van Ontwikkeling                             | Kalkınma Bakanlığı                   | Cevdet Yılmaz        |  |
| Minister van de Douane en Handel                      | Gümrük ve Ticaret Bakanlığı          | Hayati Yazıcı        |  |
| Minister van Milieu en Ruimtelijke Ordening           | Çevre ve Şehircilik Bakanlığı        | Erdoğan Bayraktar    |  |
| Ministerie van Bosbouw en Water                       | Orman ve Su İşleri Bakanlığı         | Veysel Eroğlu        |  |